# DeWayne Carter
DeWayne Carter (Pickerington, 10 dicembre 2000) è un giocatore di football americano statunitense che milita nel ruolo di defensive tackle per i Buffalo Bills della National Football League (NFL). Ha giocato a college football per i Duke Blue Devils.

## Primi anni
Carter nacque il 10 dicembre 2000 a Pickerington in Ohio. Frequentò la Pickerington Central High School e fu nominato difensore dell'anno della squadra All-Metro da The Columbus Dispatch dopo aver concluso la sua stagione da senior con 83 tackle e 5 sack.

## Carriera universitaria

### Duke Blue Devils
Carter iniziò la sua carriera nel college football nel 2019, a Durham, con i Duke Blue Devils. Nella sua prima stagione fece registrare solamente un tackle contro Alabama. Nel 2020, totalizzò 11 tackle, un sack e una ricezione per 11 yard. Concluse la stagione 2021 con 36 tackle, 4,5 sack, 3 passaggi deviati e 3 fumble forzati. Per le sue prestazioni, Carter fu inserito nella terza formazione ideale dell'Atlantic Coast Conference (ACC). Nella seconda settimana della stagione 2022 totalizzò 4 tackle, un sack, e un fumble forzato, aiutando i Blue Devils a sconfiggere Northwestern 31-23. Durante il nono turno, Carter, realizzò 5 tackle e 2 sack, aiutando i Blue Devils a sconfiggere Boston e diventare eleggibili per un bowl per la prima volta dal 2018. Finì il 2022 con 36 tackle, 5,5 sack, 4 passaggi deviati, tre fumble recuperati e tre forzati, e un touchdown. Grazie a queste prestazioni fu inserito nella seconda formazione ideale dell'Atlantic Coast Conference. In vista della stagione 2023, Carter fu nominato nella prima squadra precampionato dell'ACC nonché nella lista pre-campionato del Bronko Nagurski Trophy.

## Carriera professionistica
| Altezza                     | Peso   | Lunghezza del braccio | Portata della mano | Corsa 40 yard | Split 10 yard | Split 20 yard | Shuttle 20 yard | Three-cone drill | Salto Verticale | Salto in lungo da fermo | Panca          |
| --------------------------- | ------ | --------------------- | ------------------ | ------------- | ------------- | ------------- | --------------- | ---------------- | --------------- | ----------------------- | -------------- |
| 189 cm                      | 137 kg | 84 cm                 | 26 cm              | 4.99 s        | 1.72 s        | 2.87 s        | 4.75 s          | 7.95 s           | 81 cm           | 277 cm                  | 24 ripetizioni |
| Risultati della NFL Combine |        |                       |                    |               |               |               |                 |                  |                 |                         |                |

### Buffalo Bills
Carter fu selezionato nel corso del terzo giro (95º assoluto) del Draft NFL 2024 dai Buffalo Bills. Debuttò come professionista subentrando nella gara del primo turno vinta contro gli Arizona Cardinals. La sua prima stagione si chiuse con 14 placcaggi e un passaggio deviato in 11 presenze, di cui 3 come titolare.